# 田井ノ浜駅
田井ノ浜駅（たいのはまえき）は、徳島県海部郡美波町田井にある四国旅客鉄道（JR四国）牟岐線の駅（臨時駅）。臨時駅のため、駅番号は設定されていない。

## 概要
駅の南側に田井の浜海水浴場があり、夏季の海水浴シーズンのみ営業する。しかし他の臨時駅と違い路線図に記載が無い。
2018年まで、営業期間中は午前中の特急「むろと」下り1本も臨時停車していたが、2019年3月16日改正ダイヤ以降は午前中の下り「むろと」の設定がなくなったため、普通列車のみの停車となった。2019年は7月13日から8月4日まで営業した（上記の海水浴場自体は8月25日まで営業した）。なお、後述の通り、2020年から2022年まで田井ノ浜海水浴場および当駅の営業が中止となっていたが、2023年は4年ぶりに海水浴場が開設されることになり、当駅も4年ぶりに開設されることになった。7月15日から8月6日まで、1日上下各3本、のべ138本が停車した。2024年の当駅の営業は7月13日から8月4日までの期間に開設され（上記の海水浴場自体は8月25日まで営業した）、昨年と同じく1日上下各3本、のべ138本が停車した。2025年の当駅の営業は7月12日から8月3日までの期間に開設された（上記の海水浴場自体は7月6日から8月24日までの営業の予定）。
当駅が開設される時期に、当駅両側の由岐駅及び木岐駅の駅名標がステッカー等で訂正されることはないが、牟岐線の各駅には各駅から田井ノ浜駅までの時刻表・運賃を記した宣伝掲示が貼り出される。

## 歴史
- 1960年（昭和35年）7月3日：日本国有鉄道牟岐線の臨時駅として開業[1]。
- 1987年（昭和62年）4月1日：国鉄分割民営化によりJR四国の駅となる[1]。
- 1997年（平成9年）7月1日：営業キロ設定。
- 2020年（令和2年） -  2022年（令和4年）：新型コロナウイルス感染症（COVID-19）流行により田井ノ浜海水浴場の開設が見合わせられ、それに伴い当駅の営業も中止される[9][10][11][12]。

## 駅構造

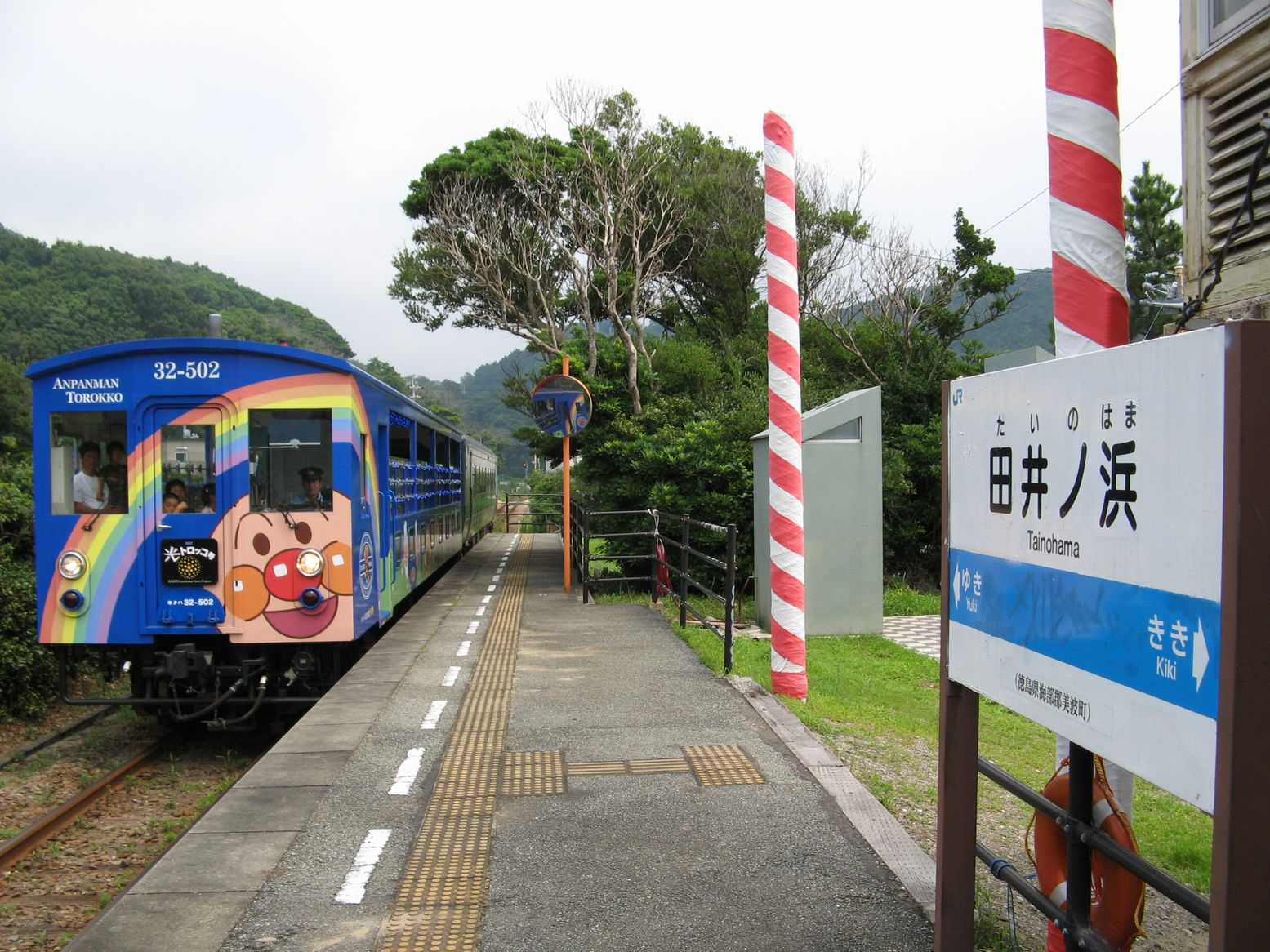
由岐方面から田井ノ浜駅に到着した「光トロッコ号」

単式ホーム1面1線を有する地上駅である。駅ホームと出入口は海岸側に設置されており、隣接する田井の浜海水浴場の砂浜にはホームから直接下りて行ける。ホーム脇には（駅に隣接する）田井の浜海水浴場の監視塔（2階建て）がある。阿南駅管轄の無人駅。
駅施設に連絡する公共道路は無いが、牟岐線線路を挟んでホームの反対側を当線に沿うように徳島県道25号日和佐小野線が通っている。

## 利用状況
2019年（令和元年）の開設時は、のべ約390人の利用客があった。

## 駅周辺
- 田井の浜海水浴場
- 美波町国民健康保険美波病院
- 徳島県道25号日和佐小野線

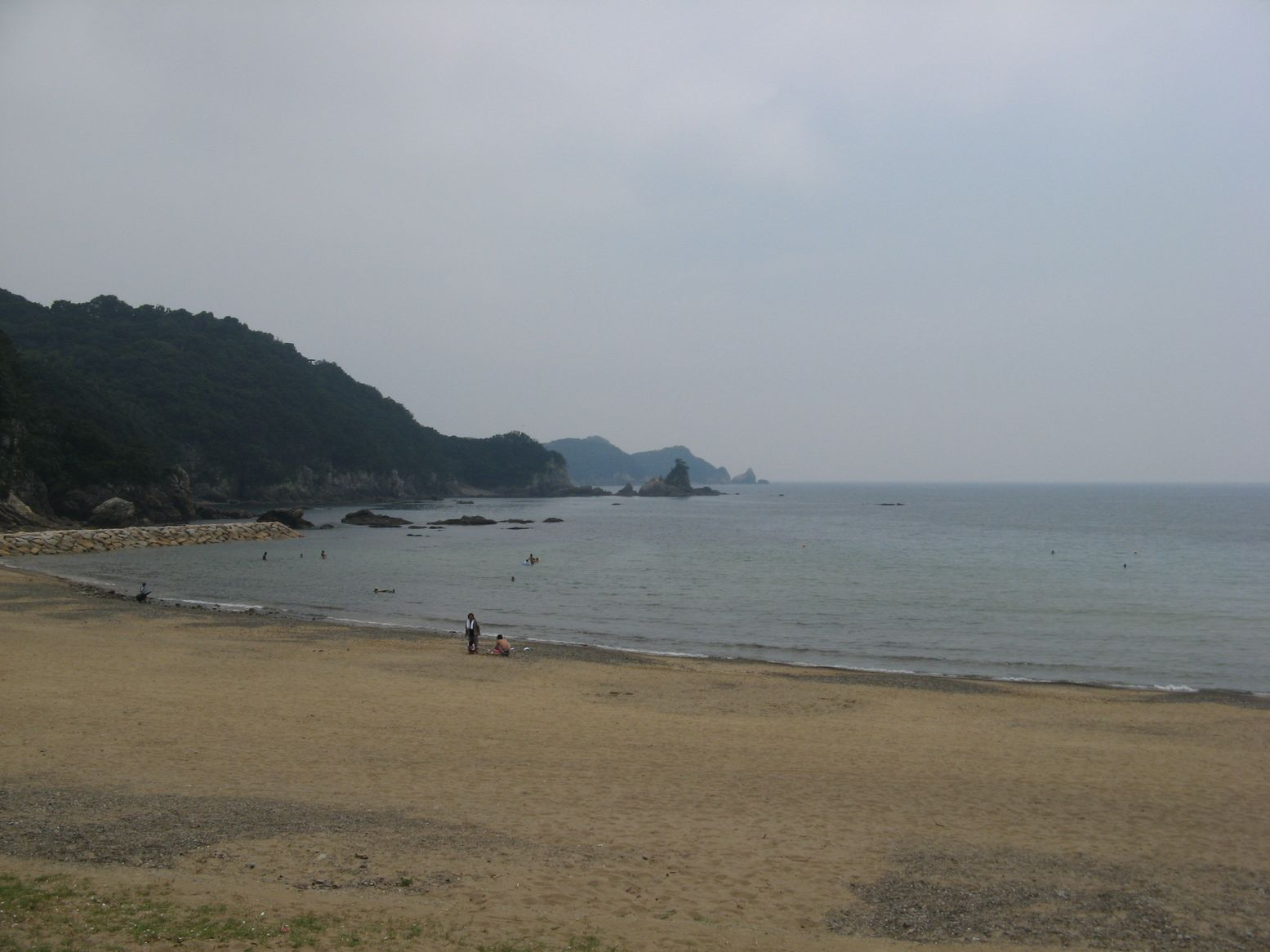
田井の浜海水浴場

駅の北側に、阿南安芸自動車道（日和佐道路）の由岐ICがある。

## その他
- 2013年7月24日にリリースされた上野優華デビューシングル『君といた空』の極上盤のジャケットに、この駅をバックにした本人の写真が使われた。

## 隣の駅
四国旅客鉄道（JR四国）
■牟岐線
■普通
由岐駅 (M18) - （臨）田井ノ浜駅 - 木岐駅 (M19)